# Total correlation spectroscopy
TOCSY (total correlation spectroscopy) är en spektroskopisk metod för att överföra magnetisering mellan alla atomkärnor i ett skalärkopplat nätverk. Metoden bygger på Hartmann-Hahn-överföring. Effektiviteten är starkt beroende av egenskaperna för de isotropa sekvenser som ska åstadkomma Hartmann-Hahn-matchning i hela frekvensområdet.